# Hegyi peltopsz-légykapó
A hegyi peltopsz-légykapó (Peltops montanus) a madarak (Aves) osztályának a verébalakúak (Passeriformes) rendjéhez, ezen belül a fojtógébicsfélék (Cracticidae) családjához tartozó faj.

## Előfordulása
Indonézia és Pápua Új-Guinea szubtrópusi és trópusi, nedves síkvidéki erdőiben honos.

## Megjelenése
A kifejlett példány testtömege átlagosan 35 gramm.

## Kutatása
A Peltops nemzetséghez tartozó másik, közeli rokon fajjal, a Prosper Garnot által 1827-ben leírt síksági peltopsz-légykapóval szemben a fajt csak közel egy évszázaddal később, 1921-ben írták le a tudomány számára, felfedezője Erwin Stresemann volt.

## Természetvédelmi helyzete
Természetvédelmi szempontból nem számít fenyegetett fajnak.

## Fordítás
Ez a szócikk részben vagy egészben  a   Mountain peltops című angol Wikipédia-szócikk fordításán alapul.  Az eredeti cikk szerkesztőit annak laptörténete sorolja fel. Ez a jelzés csupán a megfogalmazás eredetét és a szerzői jogokat jelzi, nem szolgál a cikkben szereplő információk forrásmegjelöléseként.